# Robert Fein
Robert Fein (Viena, 8 de dezembro de 1907 – Viena, 2 de janeiro de 1975) foi um halterofilista austríaco.
Robert Fein começou tarde no levantamento de peso, em 1928; em 1929 e em 1934, ele ganharia o campeonato europeu na categoria leve (até 67,5 kg). Durante os Jogos Olímpicos de 1936 em Berlim, ele e o egípcio Anwar Mesbah conseguiram o mesmo resultado no total combinado — 342,5 kg; Robert Fein levantou 105 kg no desenvolvimento [ou prensa militar, movimento-padrão depois abolido], 102,5 kg no arranque e 137,5 kg no arremesso, enquanto Anwar Mesbah, na mesma ordem, levantou 92,5+105+145 — e ambos levaram ouro.
Ficou com a prata no campeonato mundial de 1937, na categoria até 67,5 kg; o ouro ficou com o americano Anthony Terlazzo.
Estabeleceu oito recordes mundiais ao todo — quatro no desenvolvimento e quatro no arremesso, na categoria até 67,5 kg.